# Menifee County
Menifee County är ett administrativt område i delstaten Kentucky, USA. År 2010 hade countyt 6 306 invånare. Den administrativa huvudorten (county seat) är Frenchburg. 

## Geografi
Enligt United States Census Bureau så har countyt en total area på 534 km². 528 km² av den arean är land och 6 km² är vatten. 

### Angränsande countyn
- Bath County - norr
- Rowan County - nordost
- Morgan County - öst
- Wolfe County - söder
- Powell County - sydväst
- Montgomery County - väst